# 2002년 프랑스 총선

2002년 프랑스 총선은 전체 577석의 프랑스 국민회의의 의원들을 선출하기 위해 실시한 선거로, 2002년 6월 9일에 1차 투표가, 6월 16일에 2차 투표가 실시되었다.